# Sideridis inquinata
Sideridis inquinata là một loài bướm đêm trong họ Noctuidae.